# Théorie de Ginzburg-Landau
En physique, la théorie de Ginzburg-Landau est une théorie phénoménologique des supraconducteurs, proposée en 1950 par les physiciens soviétiques Vitaly Lazarevitch Ginzburg et Lev Davidovitch Landau.
Elle se base sur des travaux plus anciens de L. D. Landau (1938) sur les transitions de phase du second ordre. Cette théorie utilise un paramètre d'ordre {\displaystyle \psi } appelé « fonction d'onde des électrons condensés » par Landau et Ginzburg. Ce paramètre d'ordre mesure la brisure de symétrie U(1) dans l'état supraconducteur.

## Énergie libre
Avec ce paramètre d'ordre, Landau et Ginzburg ont construit une énergie libre variationnelle possédant la symétrie de la phase de haute température. Cette énergie variationnelle s'écrit :
{\displaystyle F_{var}=\int d{\mathbf {r} }\left[{\frac {1}{2m^{*}}}\mid ({\frac {\hbar }{i}}\nabla -e^{*}\mathbf {A} )\psi \mid ^{2}+{\frac {a(T-T_{c})}{2}}\mid \psi \mid ^{2}+{\frac {b}{4}}\mid \psi \mid ^{4}+{\frac {(\nabla \times \mathbf {A} )^{2}}{2\mu }}\right]}
Suivant les principes de la théorie de Landau des transitions de phase de second ordre, cette énergie variationnelle doit être minimisée par rapport aux paramètres variationnels {\displaystyle \psi } et {\displaystyle \mathbf {A} }.
La première équation de minimisation permet d'obtenir la densité superfluide :
{\displaystyle \rho _{s}=\mid \psi \mid ^{2}}.
La seconde équation redonne l'équation de Maxwell-Ampère avec la définition suivante pour le courant:
{\displaystyle \mathbf {j} ={\frac {e^{*}\hbar }{2im^{*}}}(\psi ^{*}\nabla \psi -\psi \nabla \psi ^{*})-{\frac {\rho _{s}(e^{*})^{2}}{m^{*}}}\mathbf {A} }
On voit que pour un paramètre d'ordre uniforme, on retrouve l'équation de London et donc l'effet Meissner (expulsion du champ magnétique par le supraconducteur).

## Longueur de cohérence
En l'absence de champ magnétique, la première équation de minimisation s'écrit dans le cas d'un paramètre d'ordre non uniforme :
{\displaystyle -{\frac {\hbar ^{2}}{2m^{*}}}\nabla ^{2}\psi +a(T-T_{c})\psi +b|\psi |^{2}\psi =0}
Pour un état uniforme {\displaystyle \nabla \psi =0}, on trouve :
{\displaystyle |\psi |_{\infty }={\sqrt {\frac {a(T_{c}-T)}{b}}}}
On peut chercher une solution non uniforme de l'équation de Landau Ginzburg, ne dépendant que d'une coordonnée {\displaystyle x} et telle que {\displaystyle \psi (0)=0} et {\displaystyle \lim _{x\to \infty }\psi (x)=|\psi |_{\infty }}. Cette solution s'écrit sous la forme :
{\displaystyle \psi (x)=|\psi |_{\infty }f(x/\xi )}, où {\displaystyle \xi }
est la longueur de cohérence, et :
{\displaystyle f''-f+f^{3}=0}
On trouve que la longueur de cohérence varie comme
{\displaystyle \xi ={\sqrt {\frac {\hbar ^{2}}{2m^{*}a(T-T_{c})}}}}

## Longueur de pénétration du champ magnétique
L'équation de London s'écrit :
{\displaystyle \nabla ^{2}\mathbf {A} =\mu _{0}{\frac {(e^{*})^{2}\rho _{s}}{m^{*}}}\mathbf {A} }
On introduit la longueur de pénétration {\displaystyle \lambda } par :
{\displaystyle \lambda ={\sqrt {\frac {m^{*}}{\mu _{0}(e^{*})^{2}\rho _{s}}}}}
Et on voit que les solutions de l'équation de London sont de la forme {\displaystyle \mathbf {A} (x)=\mathbf {A} (0)e^{-x/\lambda }}, ce qui entraine que le champ magnétique n'est différent de zéro que dans une couche d'épaisseur {\displaystyle \lambda } près de la surface du supraconducteur.
En utilisant l'expression de {\displaystyle \rho _{s}}, on montre que {\displaystyle \lambda } varie avec la température comme :
{\displaystyle (T-T_{c})^{-1/2}}
et donc que le rapport {\displaystyle \kappa =\lambda /\xi } est indépendant de la température.

## Supraconducteurs de type I et II
L'équation de Landau-Ginzburg permet aussi de prédire qu'il existe deux types de supraconducteurs, les supraconducteurs de type I dans lesquels la longueur de cohérence du paramètre d'ordre est plus grande que la longueur de pénétration du champ magnétique ({\displaystyle \kappa <1/{\sqrt {2}}}), et qui reviennent à l'état normal au-delà d'un champ critique {\displaystyle H_{c}}, et les supraconducteurs de type II où la longueur de cohérence est faible devant la longueur de pénétration du champ magnétique ({\displaystyle \kappa >1/{\sqrt {2}}}).

### Supraconducteurs de type I
Dans les supraconducteurs de type I, au-delà d'un champ magnétique critique {\displaystyle H_{c}}, la supraconductivité est détruite dans tout l'échantillon qui revient à l'état normal.
Dans un supraconducteur de type I, le champ critique est de quelques centaines de Gauss ce qui prohibe toute application électrotechnique.

### Supraconducteurs de type II
Dans un supraconducteur de type II, lorsque le champ magnétique dépasse une valeur {\displaystyle H_{c1}}, il se forme des vortex (défauts linéaires le long desquels le paramètre d'ordre {\displaystyle \psi } s'annule) où un cœur de métal normal laisse passer le champ magnétique, tandis qu'autour de ce champ il existe un tourbillon de courant supraconducteur qui empêche la pénétration du flux magnétique dans le reste du matériau.
Une caractéristique remarquable des vortex est qu'ils portent un quantum de flux {\displaystyle {\frac {h}{e^{*}}}} en raison du caractère univoque de la phase du paramètre d'ordre {\displaystyle \psi }.
La solution de l'équation de Ginzburg-Landau décrivant le vortex apparait aussi dans le contexte de la théorie des champs sous le nom de « Nielsen-Olsen string ».

### Réseau de vortex dans les supraconducteurs de type II
En utilisant l'équation de Landau Ginzburg, A. A. Abrikosov a établi que les vortex formeraient un réseau hexagonal en raison des forces répulsives créées entre vortex par les courants supraconducteurs.
Ce réseau de vortex au-dessus du champ {\displaystyle H_{c1}} peut être mis en évidence par les expériences de décoration de Bitter où des particules magnétiques sont projetées à la surface de l'échantillon supraconducteur. Les particules sont attirées là où se trouve le champ magnétique le plus fort, c'est-à-dire à l'endroit où l'extrémité des vortex touche la surface de l'échantillon.
Enfin pour un champ encore plus fort {\displaystyle H_{c2}}, qui peut aussi être calculé par l'équation de Landau-Ginzburg, la supraconductivité est détruite. Ce champ {\displaystyle H_{c2}} peut être de l'ordre du tesla ce qui fait que les supraconducteurs de type II peuvent être utilisés dans des bobines destinées à générer des champs magnétiques intenses.
Pour {\displaystyle H_{c1}<H<H_{c2}}, si le réseau de vortex peut se déplacer, puisque chaque vortex porte un flux magnétique, le mouvement du réseau de vortex crée une force électromotrice. Il en résulte que le supraconducteur n'agit plus comme un conducteur parfait dans ce régime. Pour piéger les vortex, il est nécessaire d'introduire des défauts dans le supraconducteur. La théorie de Landau-Ginzburg peut être utilisée pour modéliser le piégeage des vortex.
L'effet des défauts sur le vortex est représenté par un {\displaystyle T_{c}} qui dépend explicitement de la position. Il est énergétiquement plus avantageux de placer les vortex là où {\displaystyle T_{c}} est plus faible, la perte d'énergie de condensation étant moindre.

## Relation entre la théorie de Landau-Ginzburg et la théorie BCS
L. P. Gork'ov a établi par des méthodes de fonction de Green que la théorie de Ginzburg-Landau pouvait être obtenue à partir de la théorie BCS moyennant certaines approximations.
Le calcul de Gor'kov permet aussi de montrer que {\displaystyle e^{*}=2e}, {\displaystyle m^{*}=2m}, c'est-à-dire que les « électrons condensés » de Landau et Ginzburg sont en fait des paires d'électrons.

## Landau-Ginzburg dépendant du temps
Il existe des modifications de la théorie de Landau et Ginzburg (Landau-Ginzburg dépendant du temps) qui permettent de décrire la dynamique des vortex.